# Saariselkä

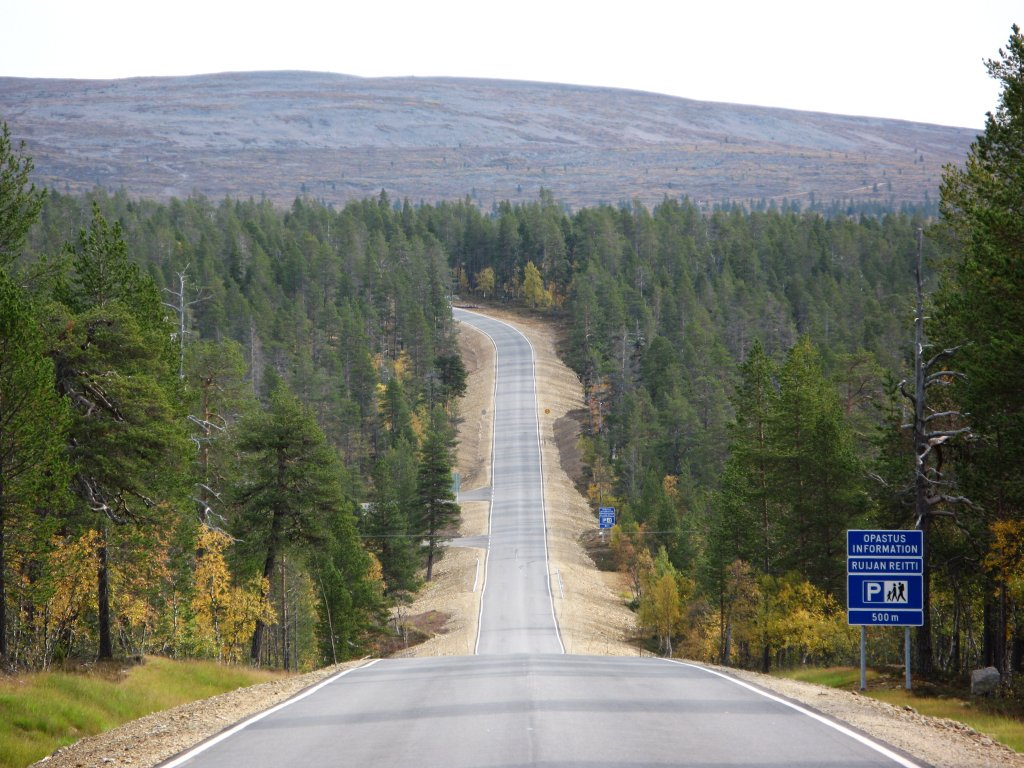
Vägen mot berget Kiilopää i västra delen av Saariselkä

Saariselkä (nordsamiska: Suoločielgi, ordagrant "ö-rygg") är ett lågfjällsområde i Enare, Sodankylä och Savukoski kommuner i Lappland i Finland. Det ligger till största delen inom Urho Kekkonens nationalpark. Längst västerut i bergsområdet ligger byn Saariselkä.
Saariselkä är en del av vattendelaren Maanselkä. Nordisk familjebok (1912) beskriver fjällen i Saariselkäområdet som vilda och storslagna. En del av älvarna som får sin början i Saariselkä rinner ut i Norra Ishavet via Tuulamajoki, en del i Bottenviken via Kemi älv.
Bergarten på fjällområdet, lapplandsgranulit, bildades för cirka 1,9 miljarder år sedan. Fjällen bildades för 30–50 miljoner år sedan genom förkastningar. Förkastningslinjerna har blivit älvdalar. Den senaste inlandsisen smalt bort för cirka 9 500 år sedan och lämnade efter sig moränlager, grusåsar, skvalrännor och fjälldalar.